# Amira Jasmina Jensen
Amira Jasmina Jensen (født 17. oktober 1986 i København) er dansk skuespiller, uddannet fra Den Danske Scenekunstskole i 2011. Hun har bl.a. medvirket i TV-serien Huset, som Rose (instrueret af Michael Noer og Frederik Hviid), i tv-serien Borgen som partiformand Nanna Kvist (instrueret af Per Fly) i Kometernes jul som professoren Ivanka (instrueret af Ask Hasselbalch). Hun er pt. aktuel i den kommende sæson af Sygeplejeskolen i rollen som Jette Beier (Instrueret af Roni Ezra) samt i spillefilmen Mørkeland (instrueret af Mikkel Serup).  
I 2025 er hun aktuel i rollen som Gitte i den Dansk/Norske tv-serie og produktion, In The Name of Love, som har premiere på Amazone Prime (instrueret af Bård Breen). 
Andet: 
I 2019 producerede, skrev og spillede Amira Jasmina Jensen teaterforestilling "Viva la Frida!" om Frida Kahlo. Amira blev nomineret til bedste kvindelige hovedrolle i rollen som Cristina Kahlo både 2020 og 2021 (Instrueret af Signe Hørmann Sørensen). Forestillingen turnerede 61 gange i 32 danske byer og solgte over 5000 billetter under pandemien og spillede bl.a. på Louisiana Museum